# Austropusilla
Austropusilla is een geslacht van weekdieren uit de klasse van de Gastropoda (slakken).

## Soorten
- Austropusilla hilum (Hedley, 1908)
- Austropusilla profundis Laseron, 1954
- Austropusilla simoniana Kilburn, 1974